# شبکه لرزه‌ای جنوب کالیفرنیا
شبکه لرزه‌ای جنوب کالیفرنیا (انگلیسی: Southern California Seismic Network) یا به اختصار SCSN، پروژه مشترک مؤسسه فناوری کالیفرنیا (Caltech) و سازمان زمین‌شناسی ایالات متحده آمریکا (USGS) است. این پروژه از چندین ارتقا بهره برده‌است. طی یکی از پروژه‌های ارتقایی بین سال‌های ۱۹۹۷ تا ۲۰۰۲ که پشتیبانی مالی آن توسط سازمان مدیریت بحران فدرال، فرماندار کالیفرنیا و سازمان زمین‌شناسی ایالات متحده آمریکا انجام شد، تعداد ایستگاه‌های پهن باند و حرکت قوی را به ۱۵۵ افزایش داد و به‌طور قابل توجهی ارتباطات و زیرساخت پردازش داده را بهبود بخشید. SCSN یکی از شش سازمانی است که پروژه بزرگ‌تر شبکه لرزه‌ای یکپارچه کالیفرنیا (CISN) را تشکیل می‌دهد و پروژه مشترک مؤسسه فناوری کالیفرنیا، سازمان زمین‌شناسی کالیفرنیا (CGS)، سازمان زمین‌شناسی ایالات متحده آمریکا و دانشگاه کالیفرنیا، برکلی (از ۲۰۰۱ تا کنون) است و بودجه برای ادامه عملیات SCSN، بهبود یافته‌ها و انتقال عملیات به سمت پردازش در سراسر ایالت کالیفرنیا را فراهم می‌کند.